# Freystadt
Freystadt è una città tedesca situata nel land della Baviera.